# Callitris rhomboidea
Callitris rhomboidea ist eine Pflanzenart aus der Familie der Zypressengewächse (Cupressaceae). Sie ist im südöstlichen Australien heimisch.

## Beschreibung

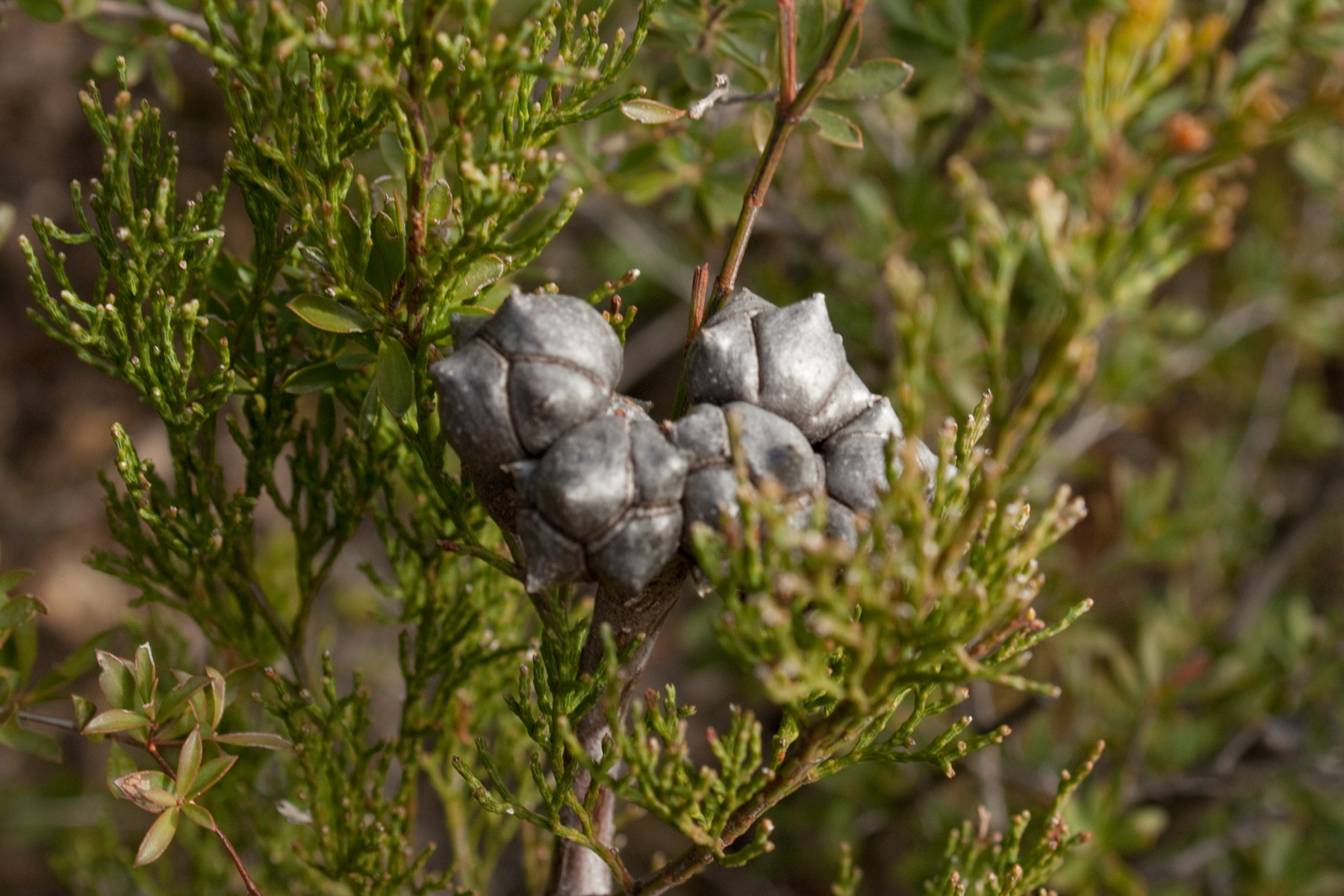
Zweig mit reifen Zapfen

Callitris rhomboidea wächst als immergrüner Baum, der Wuchshöhen von 9 bis 15 Metern und Brusthöhendurchmesser von 29 bis 44 Zentimetern erreichen kann. Die schmalen und dicht stehenden Äste gehen gerade oder aufrecht vom Stamm ab. Die Borke wird nicht rissig.
Die eng an den Zweigen anliegenden Blätter sind hell- bis blaugrün, 2 bis 3 Millimeter lang und ihre Rückseite ist auffällig gekielt.
Die männlichen Blütenzapfen stehen einzeln oder in Gruppen an den Zweigen und sind bei einer Länge von bis zu 2 Millimetern eiförmig geformt. Die eiförmigen bis abgeflacht-kugeligen weiblichen Zapfen stehen normalerweise in Gruppen zusammen, sind zur Reife graubraun gefärbt und werden 0,8 bis 2 Zentimeter dick. Jeder Zapfen besteht aus sechs dicken, rhombenförmigen Zapfenschuppen und trägt zahlreiche Samenkörner. Sie verbleiben nach der Reife noch einige Jahre an den Zweigen, ehe sie die Samen entlassen und abfallen. Die dunkelbraunen Samen sind bei einem Durchmesser von etwa 1 Millimeter abgerundet und besitzen zwei oder drei Flügel.
Die Chromosomenzahl beträgt 2n = 22.

## Vorkommen
Das natürliche Verbreitungsgebiet von Callitris rhomboidea umfasst die australischen Bundesstaaten Queensland, New South Wales, Victoria, South Australia sowie dem östlichen Tasmanien. Es erstreckt sich dabei von den Blackdown Tablelands in Queensland über die Hochebenen des östlichen New South Wales bis zur Howe Range und dem East Gippsland in Victoria. Weiters gibt es in Victoria Vorkommen rund um Melbourne, in der Little Deser sowie in der Grampian Range. In Southern Australia findet man Callitris rhomboidea auf der Känguru-Insel und in der Mount Lofty Range. Es existieren verwilderte Vorkommen in der Nähe von Auckland in Neuseeland.
Callitris rhomboidea findet man in Wäldern, welche entlang von Küsten und auf Hochebenen wachsen.
Callitris rhomboidea wird in der Roten Liste IUCN 1998 als „least concern“ = „nicht gefährdet“ eingestuft. Es wird jedoch darauf hingewiesen, dass eine erneute Überprüfung der Gefährdung notwendig ist.

## Nutzung
Callitris rhomboidea wird als Ziergehölz verwendet. Das Holz wird lokal zum Hausbau und zur Fertigung von Masten genutzt. Die Art ist jedoch nicht häufig genug um eine wirtschaftliche Bedeutung zu haben. Die Art liefert einen Australischen Sandarak.

## Systematik
Die Erstbeschreibung als Callitris rhomboidea erfolgte 1826 durch Robert Brown in Commentatio botanica de Conifereis et Cycadeis, Band 47. Ein Synonym für Callitris rhomboidea R.Br. ex Rich. & A.Rich. ist Frenela rhomboidea (R.Br. ex Rich. & A.Rich.) Endl..